# سرجو گوری

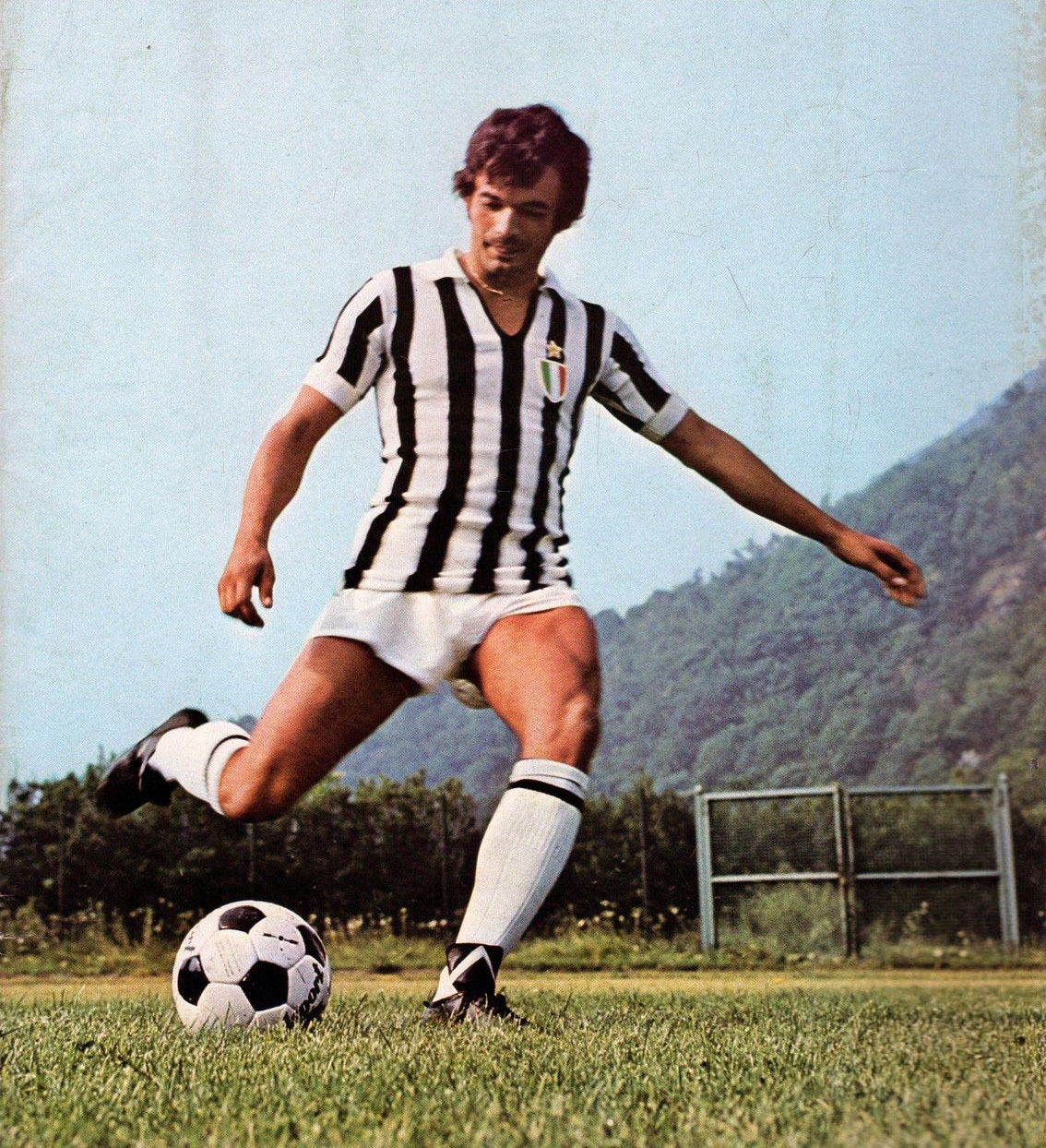
سرجو گوری

سرجو گوری (به ایتالیایی: Sergio Gori) بازیکن فوتبال و اهل ایتالیا است که از سال ۱۹۷۰ میلادی عضو تیم ملی فوتبال ایتالیا بوده و در ۳ بازی ملی حضور داشته‌است. او در بازی‌های ملی‌اش گلی به ثمر نرساند.
سرجو گوری آخرین بازی ملی خود را در سال ۱۹۷۰ میلادی انجام داد.